# Митрович, Милан
Милан Митрович (серб. Милан Митровић; 2 июля 1988, Прокупле, СФРЮ) — сербский футболист, защитник.

## Клубная карьера
Родился 2 июля 1988 года в городе Прокупле. Воспитанник футбольной школы клуба «Земун». Взрослую футбольную карьеру начал в 2007 году в основной команде того же клуба, приняв участие в 100 матчах чемпионата. Кроме этого в 2007 году недолго на правах аренды играл за «Милутинац Земун» в низших сербских дивизионах.
В 2010 году Милан перешёл в «Рад», где он успешно выступал следующие два с половиной года. Он также сыграл в четырёх матчах квалификации Лиги Европы и забил два гола в Суперлиге Сербии, против «Слободы» в августе 2011 года и против «Нови-Пазара» в ноябре 2012 года.
В декабре 2012 года он отправился в Минск, на просмотр в «Динамо», но в итоге контракт не был подписан, поскольку руководство «Динамо» не смогло удовлетворить финансовые ожидания игрока. Через две недели Митрович переехал в Турцию и подписал контракт на три с половиной год с клубом «Мерсин Идманюрду». Милан выступал за клуб в течение следующих четырёх с половиной лет, сыграв почти 150 матчей во всех соревнованиях. Летом 2017 года, после вылета клуба в третий турецкий дивизион, Митрович стал свободным агентом.
29 августа 2017 года Митрович подписал трёхлетний контракт с «Партизаном» и взял себе 30 номер.
В 2018—2020 годах снова играл в Турции, на этот раз за «Адана Демирспор». В первой половине 2021 года не выступал в соревнованиях высокого уровня, затем присоединился к эстонской «Левадии», стал чемпионом (2021) и обладателем Суперкубка страны (2022).

## Достижения
«Партизан»
- Вице-чемпион Сербии (1): 2017/18
- Обладатель кубка Сербии (1): 2017/18